# Team Starkid

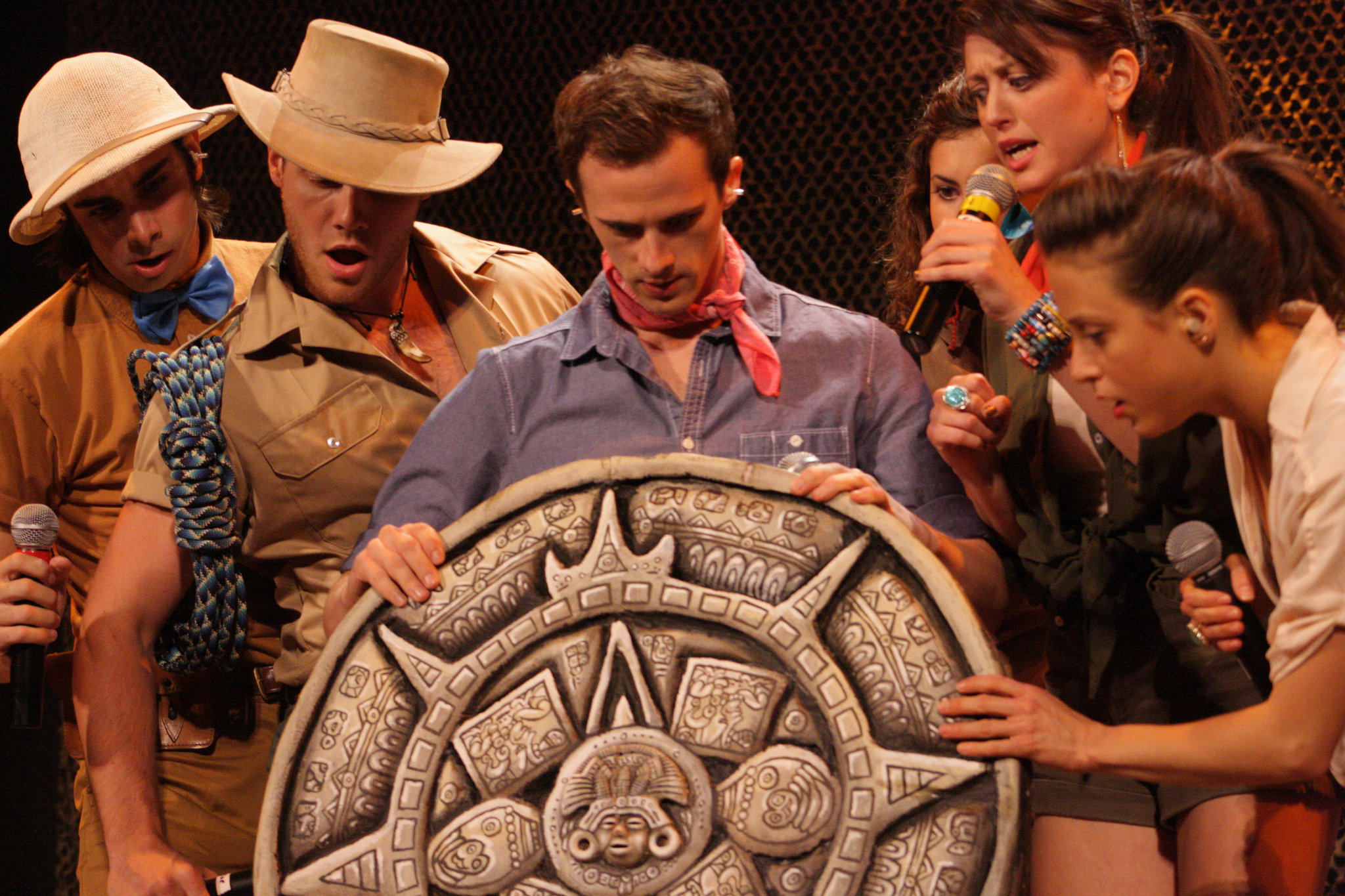
Apocalyptour - Prophecy.

Starkid Productions, mais conhecido por Team Starkid é uma companhia de produções teatrais formada em Ann Arbor, por estudantes da Universidade de Michigan. Suas produções possuem mais de 274 milhões de acessos no YouTube e o canal tem mais de 650 mil inscritos. Já que grande parte dos membros se formou na universidade, a companhia centra suas produções em Chicago.

## História
Antes de oficialmente ser criado o Team Starkid, alguns de seus membros, como Brian Holden, Nick Lang, Darren Criss, Matt Lang, Lauren Lopez e Jim Povolo trabalharam em uma série online chamada Little White Lie.
Em 2009, o Team Starkid apresentou a peça Harry Potter: the musical na Universidade de Michigan, onde eram então alunos. Mais tarde, a peça foi renomeada para A Very Potter Musical e colocada no youtube, onde obteve enorme sucesso e deu destaque ao grupo. Em seguida, foi produzido Me and My Dick, cuja trilha sonora foi colocada à venda no iTunes. O Team Starkid produziu em 2010 mais uma musical-paródia sobre Harry Potter, intitulado A Very Potter Sequel. Em novembro de 2010, foi anunciada mais uma produção original da companhia: Starship, um musical sobre um inseto do espaço que encontra uma nave humana.
O grupo apresentou a terceira e última parte dos musicais sobre Harry Potter, A Very Potter 3D: A Very Potter Senior Year em 2013.

## Produções
- Little White Lie (2007) (Web série)
- A Very Potter Musical (2009)
- Me and my Dick (2009)
- A Very Potter Sequel (2010)
- Starship (2011)
- Holy Musical B@man (2012)
- Twisted (2013)
- ANI: A Parody (2014)
- The Trail to Oregon (2014)
- Firebringer (2016)
- Movies, Musical & Me (2017) (Web série)
- The Guy Who Didn't Like Musicals (2018)
- Black Friday (2019)
- Nerdy Prudes Must Die (2023)

## Álbuns
| Título                                                 | Detalhes                                                      |                  |                                                     |
| ------------------------------------------------------ | ------------------------------------------------------------- | ---------------- | --------------------------------------------------- |
| Título                                                 | Detalhes                                                      | Little White Lie | - Lançamento: 30 de junho, 2009 - Formato: Download |
| A Very Potter Musical                                  | - Released: September 9, 2009 - Formats: Download             |                  |                                                     |
| Me and My Dick (A New Musical)                         | - Released: January 6, 2010 - Formats: Download               |                  |                                                     |
| A Very StarKid Album                                   | - Released: July 22, 2010 - Formats: Download                 |                  |                                                     |
| A Very Potter Sequel                                   | - Released: July 31, 2010 - Formats: Download                 |                  |                                                     |
| Starship (Original Soundtrack)                         | - Released: April 30, 2011 - Formats: Download, Compact disc  |                  |                                                     |
| The SPACE Tour                                         | - Released: March 13, 2012 - Formats: Download, Compact disc  |                  |                                                     |
| That's What I Call StarKid!, Vol. 2                    | - Released: April 13, 2012 - Formats: Download                |                  |                                                     |
| Holy Musical B@man!                                    | - Released: April 13, 2012 - Formats: Download                |                  |                                                     |
| Apocalyptour: Live Album[citation needed]              | - Released: October 2, 2012 - Formats: Download, Compact disc |                  |                                                     |
| A Very StarKid Senior Year (A Very Potter Senior Year) | - Released: December 15, 2012 - Formats: Download             |                  |                                                     |
| Twisted (Original Chicago Cast Recording)              | - Released: November 28, 2013 - Formats: Download             |                  |                                                     |
| Twisted: Twisted                                       | - Released: December 4, 2013 - Formats: Download              |                  |                                                     |
| Ani: A Parody                                          | - Released: October 31, 2014 - Formats: Download              |                  |                                                     |
| The Trail to Oregon!                                   | - Released: February 13, 2015 - Formats: Download             |                  |                                                     |
| Firebringer (Original Cast Recording)                  | - Released: November 22, 2016 - Formats: Download             |                  |                                                     |
| The Guy Who Didn't Like Musicals                       | - Released: December 24, 2018 - Formats: Download             |                  |                                                     |
| StarKid Homecoming: Vol. 1 (Live)                      | - Released: December 18, 2019 - Formats: Download             |                  |                                                     |
| StarKid Homecoming: Vol. 2 (Live)                      | - Released: December 18, 2019 - Formats: Download             |                  |                                                     |
| Black Friday                                           | - Released: February 28, 2020 - Formats: Download             |                  |                                                     |

## Tour e Shows
- The SPACE Tour (2011)
- Apocalyptour (2012)

- A Very StarKid Reunion (2015)
- StarKid Homecoming (2019)

## Membros
- A
  - Alex Paul
  - Alle-Faye Monka
  - Angela Giarratana
  - Arielle Goldman  B
  - Bonnie Gruesen
  - Brant Cox
  - Brian Holden
  - Brian Rosenthal
  - Britney Coleman  C
  - Carl Mason
  - Chris Allen
  - Clark Baxtresser
  - Corey Dorris
  - Curt Mega  D
  - Darren Criss
  - Denise Donovan
  - Devin Lytle
  - Diane Lopez-Richter
  - Dylan Saunders  E
  - Elona Finlay
  - Eric Kahn Gale  J
  - Jaime Lyn Beatty
  - James Tolbert
  - Jamie Burns
  - Jeff Blim
  - Jim Povolo
  - Joe Moses
  - Joe Walker
  - Joey Richter
  - Jon Matteson
  - Julia Albain  K
  - Kendall Nicole Yakshe
  - Kim Whalen  L
  - Lauren Lopez
  - Lauren Walker
  - Lily Marks  M
  - Mariah Rose Faith
  - Matt Dahan
  - Matt Lang
  - Meredith Stepien  N
  - Nicholas Joseph Strauss-Matathia
  - Nick Gage
  - Nick Lang
  - Nico Ager  P
  - Pat Brady  R
  - Rachael Soglin
  - Richard Campbell
  - Robert Manion  S
  - Sango Tajima  T
  - Tiffany Williams
  - Tyler Brunsman